# Zoran Šprajc
Zoran Šprajc (Slavonski Brod, 2. kolovoza 1968.), hrvatski novinar i televizijski voditelj.
Rodio se u Slavonskom Brodu 2. kolovoza 1968. godine. Prilikom rođenja prezivao se Jovanović. Sam je promijenio prezime u Šprajc, kako mu se djevojački prezivala majka, jer je otac napustio njega i majku. Osnovnu i srednju školu završio je u Slavonskom Brodu. Nakon mature preselio se u Zagreb i upisao Fakultet političkih znanosti, gdje je i diplomirao.
Karijeru započinje kao radijski voditelj u Slavonskom Brodu 1986. Na Radio Brodu vodio je emisiju Po vašim željama.
Počeo je raditi na HRT-u kada je tadašnja glavna urednica HTV-a Marija Nemčić na praksu primila skupinu studenata, među kojima je bio i on. Nekadašnji urednik Informativnog programa Vladimir Rončević predložio mu je vođenje Dnevnika HTV-a, po kojemu je postao poznat zbog osobnih komentara koje je ubacivao najavljujući priloge, često u ironičnom i sarkastičnom tonu. Zato su ga nerijetko kritizirali gledatelji, političari, ali i vlastiti poslodavaci, primjerice, kada je u povodu godišnjice pada Vukovara 2011. objavio audiozapis na kojemu ratni zapovjednik Vukovara Mile Dedaković Jastreb apelira na ondašnji državni vrh i predsjednika Franju Tuđmana za evakuaciju djecu i civile iz opkoljenog grada, što Tuđman, prema toj snimci, odbija. Tada je dobio mjeru upozorenja zbog povrede javne obveze. Tadašnji v.d. urednik Informativnog programa Dražen Miočić odlučio je da Šprajc do daljnjega neće voditi ni uređivati Dnevnik te će umjesto toga obavljati druga zaduženja sukladno njegovoj odluci. U svibnju 2013. godine, kritizirala ga je građanska inicijativa U ime obitelji zbog načina na koji je vodio prilog u Dnevnik HTV-a o akciji prikupljanja potpisa za referendum, kada je iznio tvrdnju da se potpisnici zahtjeva za raspisivanjem referenduma o ustavnoj definiciji braka, zalažu za „homofobnu izmjenu Ustava”. Dana 26. svibnja 2013. posljednji put vodio je HTV-ov Dnevnik, nakon čega je postao direktor vijesti na HRT-u. 
2014. bio je među osnivačima informativnog kanala N1, koji je podružnica CNN-a za područje Jugoistočne Europe, i tamo je proveo godinu dana kao voditelj. Napustio je N1 da bi se pridružio RTL televiziji, gdje je vodio RTL Direkt sedam godina. 
2022. započinje rad na emisiji Stanje nacije, koja je političko-satiričnog karaktera.
Imao je nekoliko cameo nastupa u hrvatskim filmovima i TV-serijama, uglavnom tumačeći samog sebe. Glumio je tako u filmu Koko i duhovi 2011. i u TV-serijama Zakon! 2009. i Pogrešan čovjek iz 2018. Posudio je glas u nekoliko sinkronizacija animiranih filmova.
Osvojio je nagradu Zlatni studio za najboljeg TV-voditelja godine: 2018., 2019., 2020., 2022. i 2024. Dobio je tri Večernjakove ruže 2015., 2016. i 2019. godine.
Ima suprugu Lidiju i troje djece.